# Jenna Marbles
 (juin 2013).
Pour les articles homonymes, voir Mourey et Marbles (homonymie).
Jenna Mourey (née le 15 septembre 1986), plus connue par son pseudonyme Jenna Marbles, est une vloggeuse et comédienne sur le site YouTube. Avec presque 20 millions d'abonnés, elle est la seconde chaîne YouTube la plus populaire pour une femme au niveau mondial, derrière la Mexicaine Yuya (YouTuber) (en).

## Vie personnelle
Jenna Mourey est née et a grandi à Rochester (New York), où elle est diplômée de la Brighton High School en 2004. Elle a ensuite étudié à l'Université Suffolk où elle a obtenu son Bachelor's Degree (équivalent de la licence) en Psychologie. Elle a ensuite étudié à l'Université de Boston où elle a fait sa Maîtrise en Éducation.
Jenna Marbles a commencé sa carrière en écrivant pour le site sportif StoolLaLa.

## Carrière sur Youtube

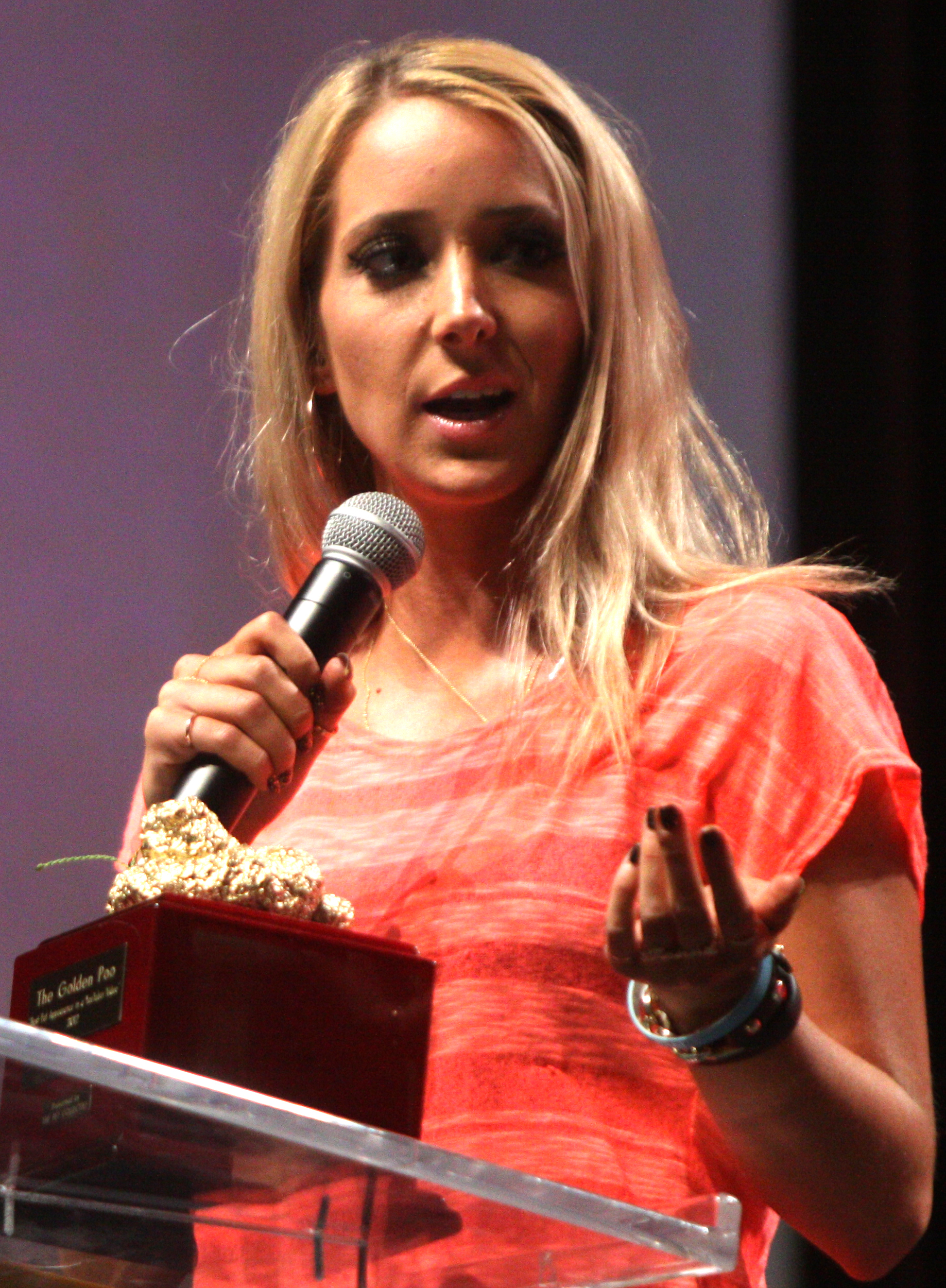
Jenna Marbles.

Sa célèbre vidéo « How To Trick People Into Thinking You're Good Looking » (Comment faire croire aux gens que vous êtes belle) a eu plus de 5,3 millions de vues dès sa première semaine de diffusion. Elle a été commentée dans un article du The New York Times et sur ABC News à propos de sa vidéo intitulée "How To Avoid Talking To People You Don't Want To Talk To" (Comment éviter d'avoir à parler aux gens auxquels vous ne voulez pas parler) où elle déclare : « I'm sick and tired of guys thinking that just because I showed up at a club or a dance or a bar, that I want to have their genitalia touching my backside » (J'en ai assez des mecs qui croient que juste parce que je sors en boîte, dans un bar ou vais danser, c'est parce que je veux qu'ils frottent leurs organes génitaux contre mon dos). Cette vidéo avait approximativement 69 millions de vues en avril 2020.
Le 26 juin 2020, Jenna publie une vidéo de onze minutes annonçant son départ de Youtube. Elle s'excusa pour des propos tenus et des actes dont elle avait fait preuve dans d'anciennes vidéos jugées comme problématiques par une partie du public.
La chaîne de Jenna Marbles compte quand même, au 2 octobre 2020, plus de 20 millions d'abonnés et plus d'un milliard et demi de visionnages de ses vidéos. 

## Apparitions
- Jenna Marbles apparaît en tant que Eve dans la saison 2 de Epic Rap Battles of History, épisode 13 : « Adam vs. Eve ».
- Elle a joué une fausse banane dans l'épisode Fake n' Bacon de la web série The Annoying Orange.
- Elle a caricaturé Miley Cyrus dans son clip Wrecking Ball pour la vidéo spéciale du Rewind 2013 de Youtube.
- Elle apparaît dans la saison 4 de la série Ridiculousness.
- Elle a été juge dans l'épisode 8 de la première saison de la web émission Internet Icon[3].
- Elle joue son propre rôle dans le film Smosh : The Movie.

## Carrière dans les affaires
Jenna Marbles a lancé en juillet 2013 une marque de jouets pour chiens nommée Kermie Worm & Mr. Marbles du nom de deux de ses trois chiens.
Elle vend aussi des produits issus de l'univers de ses vidéos.
Elle a aussi dernièrement inventé les "candle-hands".

## Récompenses
- Elle a reçu le Prix James Joyce en 2013[5].